# 영동 부용리 고분
영동 부용리 고분(永同 芙蓉里 古墳)은 충청북도 영동군 영동읍 부용리에 있는 삼국시대의 고분이다. 1981년 5월 1일 충청북도의 기념물 제34호로 지정되었다.

## 개요
서쪽은 산으로 둘러져 있고 앞쪽은 동을 향하는 양지바른 밭 가운데 있는 무덤이다.
지상의 봉분은 유실되어 없어졌으나 내부구조는 지하에 잘 보존되어 있다. 남북으로 긴 직사각형에 가까운 널방(현실)의 동쪽벽에 돌방(석실)으로 들어오는 널길(연도)이 달린 ㄱ자형 평면의 돌방무덤(석실묘)이다.
이 무덤에서는 부장유물을 확인할 수 없어 축조연대를 정확히 밝힐 수 없으나, 구조양식으로 보아 삼국시대 후기에 속하는 신라 무덤으로 추정된다.

## 참고 문헌
- 영동 부용리 고분 - 국가유산청 국가유산포털